# The Fridays
The Fridays är öar i territoriet Falklandsöarna (Storbritannien). De ligger i den nordvästra delen av landet. Arean är 0,59 kvadratkilometer.
Terrängen på The Fridays är mycket platt. Öarnas högsta punkt är 11 meter över havet. The Fridays är täckta av hed.